# Since I Left You
Albums de The Avalanches
Undersea Community
(1999) Electricity (en)
(2001)
Since I Left You est un album de The Avalanches, sorti en 2000.

## L'album
Malik Meer écrit de celui-ci : « La réalisation, toutefois, est un mix pop art éblouissant et intemporel, qui semble contenir les meilleurs morceaux de tous les albums existants, tout en égalant l'urgence et les frissons doux-amers des originaux. »
L'album utilise 3 500 samples de vinyls. Il prend la 1re place des ARIA Charts et la 8e des charts britanniques parmi d'autres classements et remporte trois Australian Recording Industry Association Music Awards en 2001.
Pitchfork le classe à la 3e place des 20 meilleurs albums de 2001 et à la 10e des 200 meilleurs albums des années 2000. Il est aussi placé à la 10e place des 100 Best Australian Albums et fait partie des 1001 albums qu'il faut avoir écoutés dans sa vie.

### Titres
Tous les titres sont de Robbie Chater et Darren Seltmann, sauf mentions.
1. Since I Left You (Edward Drennen, Jeanne Schauer, Jimmy Webb) (4:22)
2. Stay Another Season (Robbie Chater, Darren Seltmann, Alan Bergman, Marilyn Bergman, Tony DiBlasi, Curtis Hudson, Lisa Hudson, John Mandel, Gordon McQuilten) (2:18)
3. Radio (Chater, Seltmann, Claude Cave) (4:22)
4. Two Hearts in 3/4 Time (Marlena Shaw, John Cale) (3:23)
5. Avalanche Rock (0:22)
6. Flight Tonight (Chater, Seltmann, DiBlasi, Paul Huston, Freddy Stone, Henry Lawes, Billy Rowe) (3:53)
7. Close to You (Chater, Seltmann, Ernest Isley, Marvin Isley, O'Kelly Isley, Ronald Isley, Rudolph Isley, Christopher Jasper) (3:54)
8. Diners Only (Chater, Seltmann, David Willis, Saladine Wallace, Salahadeen Wilds) (1:35)
9. A Different Feeling (Jay Livingston, Raymond Evans) (4:22)
10. Electricity (Chater, Seltmann, Clarence Reid, Willie Clarke) (3:29)
11. Tonight (Chater, Seltmann, Johnny Mercer, Donald Borzage) (2:20)
12. Pablo's Cruise (0:52)
13. Frontier Psychiatrist (en) (Chater, Seltmann, Dexter Fabay, Bert Kaempfert, Herbert Rehbein) (4:47)
14. Etoh (5:02)
15. Summer Crane (Chater, Seltmann, Bobby Trammell) (4:39)
16. Little Journey (Chater, Seltmann, Lisa Stevens, Curtis Hudson, John Phillips) (1:35)
17. Live at Dominoes (Chater, Seltmann, Frank Farian, Fred Jay, George Reyam) (5:39)
18. Extra Kings (Chater, Seltmann, Bobby Trammell, Alan Osmond, Merrill Osmond, Wayne Osmond (3:46)

### Musiciens
- Robbie Chater, Darren Seltmann : chœurs, guitares, synthétiseurs, claviers, mixage, programmations
- James De la Cruz : platines
- Antoinette Halloran, Sally Russell : voix
- Gordon McQuilten : pianos, percussions
- Tony Espie, Richie Robinson : mixage